# Lovely (Billie Eilish e Khalid)
Lovely è un singolo dei cantanti statunitensi Billie Eilish e Khalid, pubblicato il 19 aprile 2018 come primo estratto dalla colonna sonora della seconda stagione della serie televisiva Tredici.

## Descrizione
La canzone è stata scritta nella camera da letto del fratello di Eilish, Finneas O'Connell, accanto a una registrazione della parte del piano della canzone. Voci e altri strumenti sono stati aggiunti nei mesi successivi. Madison Leinster ha fornito la parte del violino della canzone. In un'intervista con Zane Lowe, Eilish ha detto del titolo: «L'abbiamo chiamata [Lovely] perché la canzone era un po' deprimente, quindi è come oh, quanto adorabile. [Lovely]  Prendendo tutto orribile come sai cosa è fantastico. Sono così felice di essere infelice.»

## Tracce
Testi e musiche di Billie Eilish O'Connell, Finneas O'Connell e Khalid Robinson.
1. Lovely – 3:20

## Formazione
- Billie Eilish – voce
- Khalid – voce
- Finneas O'Connell – produzione
- John Greenham – mastering
- Rob Kinelski – missaggio

## Classifiche

### Classifiche settimanali
| Classifica (2018-22) | Posizione massima |
| -------------------- | ----------------- |
| Australia            | 5                 |
| Austria              | 60                |
| Belgio (Fiandre)     | 57                |
| Belgio (Vallonia)    | 63                |
| Canada               | 46                |
| Estonia              | 20                |
| Francia              | 117               |
| Germania             | 78                |
| Grecia               | 10                |
| Irlanda              | 25                |
| Lettonia             | 16                |
| Lituania             | 30                |
| Norvegia             | 39                |
| Nuova Zelanda        | 4                 |
| Paesi Bassi          | 55                |
| Panama               | 180               |
| Portogallo           | 14                |
| Regno Unito          | 47                |
| Repubblica Ceca      | 32                |
| Slovacchia           | 33                |
| Stati Uniti          | 64                |
| Sudafrica            | 90                |
| Svezia               | 51                |
| Svizzera             | 46                |
| Ungheria             | 33                |

### Classifiche di fine anno
| Classifica (2018) | Posizione |
| ----------------- | --------- |
| Australia         | 41        |
| Estonia           | 63        |
| Nuova Zelanda     | 24        |
| Classifica (2019) | Posizione |
| Australia         | 47        |
| Danimarca         | 82        |
| Islanda           | 100       |
| Lettonia          | 13        |
| Nuova Zelanda     | 39        |
| Portogallo        | 78        |
| Svezia            | 72        |
| Classifica (2020) | Posizione |
| Francia           | 175       |
| Portogallo        | 71        |
| Classifica (2021) | Posizione |
| Portogallo        | 76        |
| Classifica (2023) | Posizione |
| Portogallo        | 123       |
| Svizzera          | 98        |
| Classifica (2024) | Posizione |
| Francia           | 196       |
| Portogallo        | 155       |